# 納謝爾斯克猶太會堂

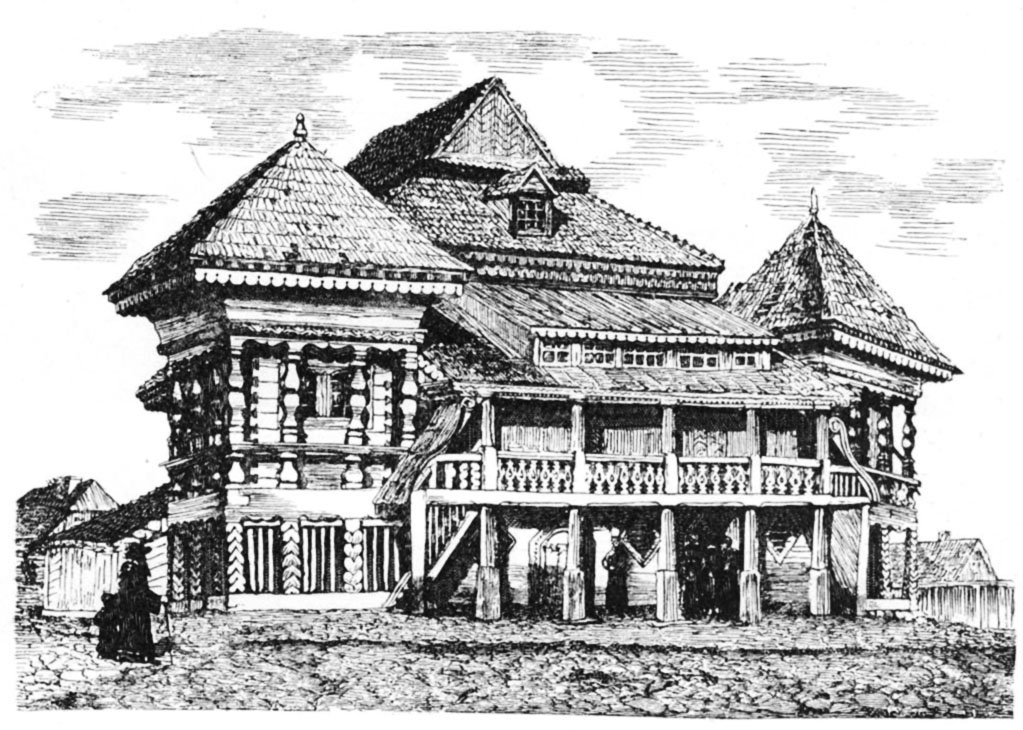

納謝爾斯克猶太會堂（Nasielsk Synagogue）是波蘭城鎮納謝爾斯克的一座木質猶太會堂。這座猶太會堂修建於17世紀後期或18世紀初期，在1880年被拆除 。